# Radka Stoyanova
Radka Yordanova Stoyanova –en búlgaro, Радка Йорданова Стоянова– (Varna, 7 de julio de 1964) es una deportista búlgara que compitió en remo. Participó en los Juegos Olímpicos de Seúl 1988, obteniendo una medalla de plata en la prueba de dos sin timonel.

## Palmarés internacional
| Juegos Olímpicos | Juegos Olímpicos     | Juegos Olímpicos | Juegos Olímpicos |
| Año              | Lugar                | Medalla          | Prueba           |
| ---------------- | -------------------- | ---------------- | ---------------- |
| 1988             | Seúl (Corea del Sur) | Medalla de plata | Dos sin timonel  |